# Theologischer Rationalismus
Theologischer Rationalismus ist eine theologische Variante des Rationalismus, die sich auf eine vernunftmäßige Deutung der christlichen bzw. jüdischen Religion bezieht und eine Gegenposition zum Supranaturalismus, aber auch zur Mystik einnimmt.

## Voraussetzungen
Die ersten Vorläufer des theologischen Rationalismus finden sich bereits im 16. Jahrhundert bei Daniel Hoffmann und den Helmstedter Aristotelikern Johannes Caselius, Cornelius Martini und Jakob Martini (u. a.). Die eigentlichen rationalistischen Wurzeln liegen dann bei Erasmus von Rotterdam, Herbert von Cherbury, Pierre Bayle, Giambattista Vico und John Locke. Vernunft und Offenbarungsglaube geraten hier zunehmend in Widerspruch. Mit der Kritik der Überlieferung verbunden ist die Suche nach einer natürlichen (d. h. vernünftigen) Religion, da Vernunft nicht mehr als gottgegeben, sondern als natürlich verstanden wird. César Chesneau Dumarsais (1676–1756) sah in der Vernunft, die sich dadurch auszeichnen sollte, dass sie sich selbst genügt, das, was für Augustinus die Gnade war, d. h. das erleuchtende Licht für den Menschen.

## Entwicklungen in der ersten Hälfte des 18. Jahrhunderts
In der Forderung einer vernünftigen Beleuchtung der Offenbarung lassen sich drei Gruppen unterscheiden:
- Die konservative Theologie ließ die Offenbarung in ihrer Nichthinterfragbarkeit neben einer möglichen theologia naturalis stehen.
- Im Deismus stand die Offenbarung in der Kritik, für ihn blieb somit nur die natürliche Theologie möglich.
- Im Materialismus, dann im Atheismus und in der sog. Diesseitsgläubigkeit (Paul H. D. von Holbach) wurde die Theologie insgesamt kritisiert bzw. abgelehnt.

In Deutschland fand sich der erste Rationalist in Lorenz Schmidt, der »[…] die Verwandlung des Christentums in ein System sittlich-religiöser Erkenntnis […]« (Hirsch) anstrebte.
In der eher konservativen Übergangstheologie wurde die Verträglichkeit von Offenbarung und Vernunft in den Vordergrund gestellt. Die biblischen Schriften wurden zunehmend in den Bereich des Historischen gerückt, ohne aber eine historisch-kritische Begründung aufzubauen. Im Theologischen Wolffianismus (im engeren Sinne), angeführt von Sigmund Jakob Baumgarten (1706–1757), wurden dann rationalistische Prinzipien auf die Dogmatik insgesamt angewandt. Die Offenbarung wurde in einem geschlossenen, vernunftbeständigen System dargeboten. Ähnliche Bestrebungen fanden sich in der Vernünftigen Orthodoxie der Schweiz. In der Physikotheologie wurde der (rationalistische) Erweis der Existenz Gottes in den Wundern seiner Schöpfung erblickt.

## Entwicklungen in der zweiten Hälfte des 18. Jahrhunderts
Der zu Beginn der zweiten Hälfte des 18. Jahrhunderts wichtigsten Strömung, der Neologie, war anfänglich noch ein übernatürliches Offenbarungsverständnis zu eigen. Ihr bedeutendster Vertreter war Johann Salomo Semler (1725–1791). Es wurde nun scharf unterschieden zwischen Bibel und Dogma. Die Inspirationslehre wurde fallengelassen. Gültig bleiben sollten nur die allen vernünftigen Menschen begreiflichen Wahrheiten der Schrift. Darauf folgte dann aber die Ausscheidung der sog. »Verfärbungen«.
Gegen die Neologie wandte sich der bedeutende Schriftsteller der Aufklärung Gotthold Ephraim Lessing mit dem Argument, sie offenbare lediglich das, was der Vernunft auch ohne Offenbarung zugänglich sei. In die gleiche Richtung zielten Friedrich Gottlieb Klopstock, Johann Joachim Winckelmann, (der frühe) Johann Gottfried Herder, Christoph Martin Wieland und die Aufklärer Friedrich Nicolai und Moses Mendelssohn. Auch zeitigte das Wirken der Philanthropinisten wie auch die Herausgabe der Wolffenbüttelschen Fragmente Konsequenzen. Schließlich wurde Kants These (gegen dessen Philosophie) herangezogen, jeder Glaube sei »ein bloßer Vernunftglaube, der sich jedermann zur Überzeugung mitteilen lässt«. Die Entwicklung mündete in die Aufklärungstheologie.
Im Naturalismus wurde jegliche Offenbarung bekämpft. Ihr wichtigster Vertreter war Hermann Samuel Reimarus. Die Radikalisierung der Neologie aber fand sich im Christlichen Rationalismus (auch: rationalismus vulgaris), der Immanuel Kant dort rezipierte, wo er sich noch auf dem Boden der Aufklärung fand (und nicht über sie hinausführt). Die geschichtliche Offenbarung galt nun als lediglich mittelbar und natürlich. Biblische Lehren waren dort, wo sie der Vernunft nicht einsichtig zu machen waren, anzupassen, um die sittlich-religiöse Vervollkommnung des Menschen voranzutreiben.
Die Gegenbewegung zum Rationalismus fand sich dann im (älteren) Supranaturalismus, der mit dem Namen Gottlob Christian Storr (1746–1805) und Franz Volkmar Reinhard (1753–1812) verbunden ist. Hier wurde wieder der Glaube an eine übernatürliche Offenbarung postuliert. Zudem kam der zwischen Rationalismus und Supranaturalismus vermittelnde rationalistische Supranaturalismus (auch: supranaturaler Rationalismus) auf, bei dem das Christentum eine vernünftige Religion war, ihren Ursprung aber in der unmittelbaren göttlichen Offenbarung hatte, deren Sinn wiederum erzieherisch verstanden wird. Der rationalistische Supranaturalismus hatte so eine bedeutende Anziehungskraft gerade in konservativen Kreisen und trug zur Überwindung des Rationalismus maßgeblich bei.
Ebenso supranaturalistisch begann die Aufklärungstheologie, die aber in der Verteidigung des Christentums maßgebliche reformatorische Grundsätze aufgeben musste. Ihr Hauptthema ist die Frömmigkeit, die in Gott den liebenden Vater und in Christus den weisen Tugendlehrer sieht. Bekanntester Vertreter war Christian Fürchtegott Gellert (1715–1769). In einer freieren Form fand sich die Aufklärungstheologie dann in Berlin. Im Josephinismus erwuchs eine katholische Gegenbewegung.
Ein weiterer Widerstand gegen die Neologie bildete sich dann im Sturm und Drang, gegen den Rationalismus in der Romantik. Beide Haltungen begehrten vor allem gegen den Intellektualismus und Moralismus in den jeweiligen Theologieformen auf. Gegensätze traten auch im Deutschen Idealismus mit seiner spekulativen Dogmen-Deutung hervor. Eine explizit theologische Gegnerschaft zum Rationalismus bereitete dann die Erweckungstheologie, die das Hauptdefizit des Rationalismus, seine mangelnde Sinngebung der Geschichte, zu nutzen wusste, als dessen Konzept dort versagte, wo Geschichte präsent wurde: Mit der Französischen Revolution 1789 und dem Untergang Preußens 1806/07.
Im letzten Jahrzehnt des 18. Jahrhunderts konnte der Pietismus dann wieder Boden gewinnen. Er war bis dahin im südwestdeutschen Raum, auch in den reformierten Gemeinden in Westfalen und am Niederrhein stets präsent geblieben. Beflügelt wurde er nun durch den Sturm und Drang. Namentlich zu nennen sind erst einmal Johann Georg Hamann (1730–1788), Johann Kaspar Lavater (1741–1801) und Johann Heinrich Jung-Stilling († 1817), aber auch (der Wirkung, nicht der Zugehörigkeit nach) Matthias Claudius († 1815). Unter Vorbehalt, an Wirkung aber kaum zu unterschätzen, ist hier auch Johann Gottfried Herder (1744–1803) zu nennen. Zudem entfalteten die Herrnhuter unter Nikolaus von Zinzendorfs Nachfolger August Gottlieb Spangenberg (1704–1792), vormals Leiter der amerikanischen Filiale der Brüderunität, ihre Wirkung. Im Südwesten wirkte Johann August Urlsperger (1728–1806). Auch die Orthodoxie formierte sich wieder, so beispielsweise unter Johann Melchior Goeze († 1786), der gegen die »Wolffenbüttel’schen Fragmente«, aber auch gegen Goethes Werther und das Theater insgesamt auftrat.

## Entwicklung seit dem 19. Jahrhundert
Ab ca. 1790 fanden sich die letzten Ausläufer der Aufklärungstheologie. Die Maxime war nun, nichts für wahr zu halten als das, was nach klaren und unbezweifelbaren Vernunftgründen wirklich dafür gehalten werden kann. Die Lehre Christi und seiner Apostel wurde als wahr angesehen, da sie in der vernünftig-sittlichen Natur des Menschen begründet sei (Johann Friedrich Röhr). Im Gegensatz dazu glaubte man im Supranaturalismus dieser Zeit daran, dass Gott auf unmittelbare und übernatürliche Weise Erkenntnis mitteile, die als solche schlechthin über die Vernunft erhaben war (Wegscheider).
Der Rationalismus konnte sich so zwar zwischen Pietismus und Orthodoxie halten, aber kaum noch Raum gewinnen. Auch die universitäre Präsenz nahm ab. Die Erweckungstheologie verband sich zum Zwecke einer Opposition schnell mit der Neuorthodoxie (August Neander, Gottfried Menken, August Tholuck etc.). Mit Reinhards berühmter Neujahrspredigt von 1800 begann die Wiederentdeckung der lutherischen Lehre der Rechtfertigung, die Christoph Friedrich Ammon noch ganz im rationalistischen Geist eine »unheilvolle dogmatische Extravaganz eines großen und kühnen, zuweilen aber einseitigen Geistes (sc. Luther)« nannte. Ebenso wenig rationalistisch erfassbar waren die wichtigen theologischen Begriffe der Sünde und Gnade, weshalb die neu aufkommenden restaurativen Theologien auch erst einmal Erfahrungstheologien waren.
Auf Reinhard folgten Claus Harms’ Thesen 1817 und schließlich August Hahns Forderung nach kirchlichem Ausschluss der Rationalisten (Leipziger Disputation). Der einst beinahe zur Staatsreligion gewordene Rationalismus verlor so weiter an Boden. Durch die drastische Ablehnung alles Rationalistischen und das Vertreten einer unkritischen Glaubenslehre entstand eine Kluft innerhalb des Christentums. Lediglich in einzelnen Vereinen (Protestantenvereinen, der Positiven Union u. ä.) und in der Dogmatik vermochte der Rationalismus in Ansätzen zu überleben.
Romantik, Erweckungstheologie und Restaurative Theologie setzten in dessen Kritik den Rationalismus nun zunehmend mit Aufklärung gleich. Aus der Kritik wiederum erwuchs die historische Beschäftigung (Barthold Georg Niebuhr, auch bei den Brüdern Grimm und Leopold von Ranke). Schon bei Hegel stand ein (atheistisch gewendet verstandener) Rationalismus in Gegensatz zu jeder Philosophie. Eine bejahende Aufnahme fand sich dann wieder bei Wilhelm Dilthey, Ernst Troeltsch und Emanuel Hirsch, nun aber ohne den schroffen Gegensatz zur Empirie. Für Dilthey beispielsweise war der Rationalismus der Verlauf der Arbeit, in welcher Schichten der Dogmatik, die sich historisch gebildet haben, nacheinander wieder abgetragen werden. Rationalistische Gedanken wurden dann wieder unter dem Einfluss Søren Kierkegaards aufgenommen, wohingegen die in den 1920er Jahren aufkommende Dialektische Theologie (Karl Barth, Rudolf Bultmann, Friedrich Gogarten, Emil Brunner u. a.) wiederum einen Vorrang der Offenbarung gegenüber der Vernunft behauptete.